# 31494 Emmafreedman
31494 Emmafreedman è un asteroide della fascia principale. Scoperto nel 1999, presenta un'orbita caratterizzata da un semiasse maggiore pari a 2,2752127 UA e da un'eccentricità di 0,1937038, inclinata di 2,60712° rispetto all'eclittica.